# Újezdec (powiat Jindřichův Hradec)
Újezdec – wieś i gmina w Czechach, w powiecie Jindřichův Hradec, w kraju południowoczeski.
1 stycznia 2017 gminę zamieszkiwało 66 osób, a ich średni wiek wynosił 46,6 roku.